# Stockholm Open 1988
Lo Stockholm Open 1988 è stato un torneo di tennis giocato sul cemento indoor. 
È stata la 20ª edizione dello Stockholm Open, del Nabisco Gran Prix 1988.
Il torneo si è giocato al Kungliga tennishallen di Stoccolma in Svezia, dal 31 ottobre al 6 novembre 1988.

## Campioni

### Singolare
Boris Becker ha battuto in finale  Peter Lundgren con il punteggio di 6–4, 6–1, 6–1

### Doppio
Kevin Curren /  Jim Grabb hanno battuto in finale  Paul Annacone /  John Fitzgerald,7–5, 7–5